# Alfred Ruytincx
Alfred Ruytincx (Schaarbeek, 1871 – Schaarbeek, 1908) was een Belgisch kunstschilder, voornamelijk van stillevens.
Hij was een neef en leerling van de kunstschilder en decorateur Privat Livemont (1861-1936). Ruytincx woonde in de Van de Weyerstraat 117 in Schaarbeek. Zijn laatste adres (1907) was Voglerstraat 17.

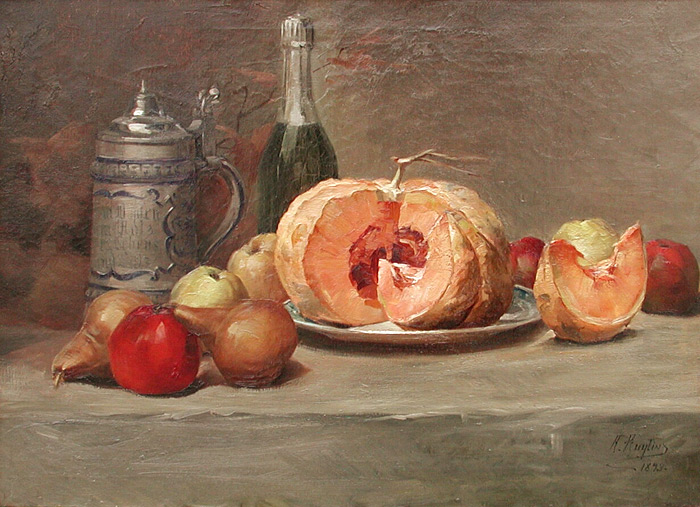
Stilleven

## Oeuvre
Hij schilderde voornamelijk stillevens met bloemen of groenten en tuingezichten in een door het impressionisme beïnvloede realistische stijl.

## Tentoonstellingen
- Deelname Wereldtentoonstelling van 1894 in Antwerpen: Azaleas.
- Salon 1907, Brussel : "Bloemenparterre"

## Verzamelingen
- Schaarbeek, Gemeentelijke verzameling